# Мирне (селище, Пологівський район)
Ми́рне — селище в Україні, у Розівській селищній громаді Пологівського району Запорізької області. Населення становить 20 осіб. До 2018 року орган місцевого самоврядування — Азовська сільська рада.

## Географія
Селище Мирне розташоване за 194  від обласного центру, 79 км від районного центру та 2 км від селища Азов. Через селище пролягає залізнична лінія Комиш-Зоря — Волноваха, на якій знаходиться зупинний пункт Платформа 375 км.

## Історія
5 квітня 2018 року, в ході децентралізації, Азовська сільська рада об'єднана з Розівською селищною громадою Розівського району.
12 червня 2020 року, відповідно до розпорядження Кабінету Міністрів України № 713-р «Про визначення адміністративних центрів та затвердження територій територіальних громад Запорізької області», увійшло до складу Розівської селищної громади.
19 липня 2020 року, в результаті адміністративно-територіальної реформи та ліквідації Розівського району, селище увійшло до складу новоутвореного Пологівського району.
Селище тимчасово окуповане російськими військами 24 лютого 2022 року, в ході російського вторгнення в Україну.
Наприкінці червня 2024 року російські загарбники зазнали значних втрат, зокрема, в районі бойових дій біля селища Мирне. Так, 38-а окрема мотострілецька бригада РФ втратила 95 % особового складу.